# Babe
Pour les articles homonymes, voir Babe (homonymie).
Babe est un porcelet fictif. Il a été créé par l'auteur britannique Dick King-Smith en 1983, dans le roman pour enfants Babe, le cochon devenu berger.

## Films
Il est également le héros de deux films :
1. Babe, le cochon devenu berger de Chris Noonan (1995)
2. Babe, le cochon dans la ville de George Miller (1998)

## Jeux vidéo
Plusieurs jeux vidéo ont été adaptés des films :
- Babe: A Little Pig Goes a Long Way (1995) - Windows
- Babe and Friends (1999) - Game Boy Color
Noté 7/10 sur GameSpot[1] et 7/10 sur IGN[2]
- Babe (2006) - PlayStation 2